# Venny Soldan-Brofeldt
Wendla Irene Soldan-Brofeldt, conhecida como Venny (Helsinque, 2 de novembro de 1863 - Lohja, 10 de outubro de 1945) foi uma pintora, ilustradora, artista gráfica, escultora em madeira e designer de joias finlandesa.